# Базельський університет

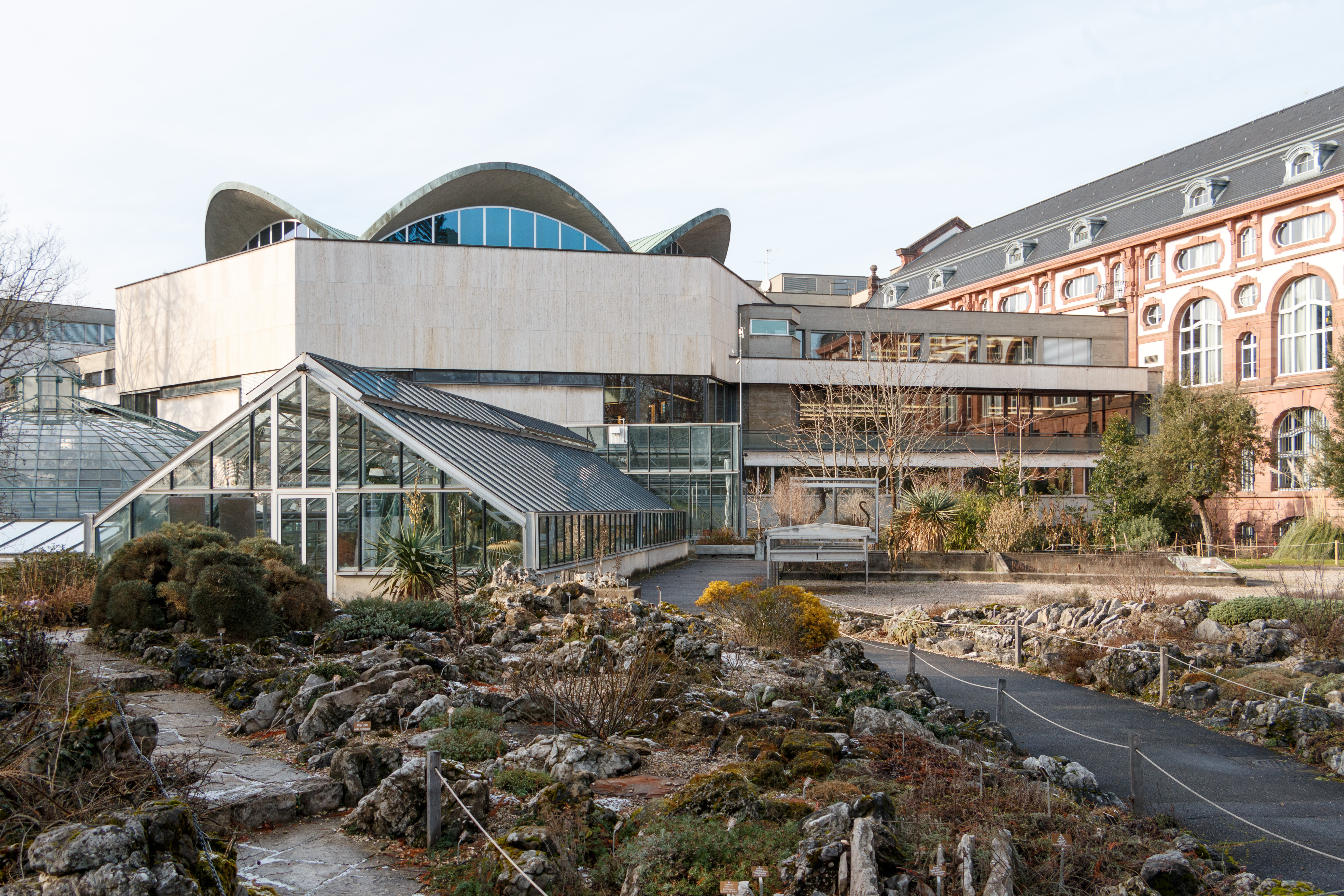
Бібліотека Базельського університету (перший ботанічний сад у Швейцарії, 1589 р.)

Ба́зельський університе́т (нім. Universität Basel, лат.Universitas Basiliensis) — вищий навчальний заклад у Ба́зелі, найстарший університет Швейцарії (заснований у 1460 році). Як місце діяльності Еразма Роттердамського або Парацельса, це також одне з місць народження європейського гуманізму.
Академічний рейтинг університетів світу у 2019 році помістив Базельський університет на 87-му позицію.

## Історія
Університет був заснований буллою Папи Римського Пія II 12 листопада 1459 року, а офіційна церемонія відкриття відбулася 4 квітня 1460 року. Спочатку університет мав чотири традиційні факультети: вільних мистецтв, медицини, права й теології. У 1622 році була заснована університетська бібліотека; сьогодні вона найбільша у Швейцарії. У 1818 році факультет вільних мистецтв був реорганізований. З 1890 року в університеті одержали можливість навчатися жінки. Ще одна реорганізація відбулася в 1937 році.
Всесвітньо відомий Біоцентр Базельського університету був доданий у 1971 році. Злиття економічних предметів призвело до утворення Центру економічних наук (WWZ) у 1988 році. Факультет психології був заснований у 2003 році.

## Структура
- Факультет бізнесу й економіки
- Медичний факультет
- Психологічний факультет
- Теологічний факультет
- Філософсько-природонауковий факультет
- Філософсько-історичний факультет
- Юридичний факультет

В університеті ведуться міждисциплінарні дослідження й готуються фахівці в Інституті Європи, Центрах юдаїки, «Людина — Суспільство — Навколишнє середовище», африканських досліджень, культурного менеджменту й гендерних досліджень. Також діють Швейцарський інститут тропіків і суспільного здоров'я і Інститут біомедичних досліджень імені Фрідріха Мішера.

## Відомі люди, пов'язані з університетом
- Вернер Арбер — мікробіолог і генетик,  лауреат Нобелівської премії з фізіології або медицини 1978 року
- Каспар Баугін — анатом і ботанік
- Даніель Бернуллі — математик
- Йоганн Бернуллі — математик
- Якоб Бернуллі — математик
- Якоб Буркгардт — культуролог
- Грегорі Ваньє — фізик-теоретик
- Оле Ворм — данський медик, колекціонер, натураліст
- Курт Вютріх — хімік,  лауреат Нобелівської премії з хімії 2002 року
- Себастьян Кастелліо[fr] — теолог
- Жак Дюбоше — хімік,  лауреат Нобелівської премії з хімії 2017 року
- Леонард Ейлер — математик та фізик
- Шарль Альбер Гоба — політик,  лауреат Нобелівської премії миру 1902 року
- Фрідріх Мішер — хімік-органік
- Пауль Герман Мюллер — хімік,  лауреат Нобелівської премії з фізіології або медицини 1948 року
- Фрідріх Ніцше — філософ
- Крістіана Нюсляйн-Фольгард — біолог,  лауреат Нобелівської премії з фізіології або медицини 1995 року
- Олександр Островський — математик
- Рудольф Ойкен — філософ,  лауреат Нобелівська премія з літератури 1905 року
- Теофраст Парацельс — алхімік, лікар, окультист
- Тадеуш Райхштайн — хімік та ботанік,  лауреат Нобелівської премії з фізіології або медицини 1950 року
- Карл Густав Юнг — психіатр
- Карл Ясперс — філософ
- Рольф Цинкернагель — лікар,  лауреат Нобелівської премії з фізіології або медицини 1996 року